# Tarandînți, Lubnî
Tarandînți (în ucraineană Тарандинці) este localitatea de reședință a comunei Tarandînți din raionul Lubnî, regiunea Poltava, Ucraina.

## Demografie
Componența lingvistică a localității Tarandînți
     Ucraineană (95,88%)
     Rusă (3,48%)
Conform recensământului din 2001, majoritatea populației localității Tarandînți era vorbitoare de ucraineană (95,88%), existând în minoritate și vorbitori de rusă (3,48%).